# SBB E 3/3
E 3/3 ist die Bezeichnung für eine vielseitige, auch Tigerli genannte Dampflokomotive der Schweizerischen Bundesbahnen (SBB) mit drei Antriebsachsen und keinen Laufachsen. Sie wurden bereits ab 1896 für die Schweizerische Centralbahn (SCB) von der SLM in Winterthur produziert. Auf dieselbe Baukonstruktion setzte auch die Jura-Simplon-Bahn (JS). Die SBB bestellten noch 83 Fahrzeuge dieser Reihe. Bis in die 1960er-Jahre standen sie im Regeldienst – vorwiegend im Rangierdienst.: S. 22
Der Buchstabe «E» kennzeichnet bei den Schweizer Bahnen normalspurige Rangierlokomotiven.

## Bei der Gründung der SBB von den Vorgängerbahnen übernommene Lokomotiven der Bauart E 3/3
1902 übernahmen die SBB von ihren Vorgängerbahnen insgesamt 66 Rangier-Dampflokomotiven der Bauart E 3/3, wovon 3 von den VSB (eingereiht als Nr. 8395–8397), 36 von der SCB (Nr. 8398, 8399, 8401–8425, 8581–8589), 16 von der JS (Nr. 8431–8440, 8571–8576) und 11 von der NOB (Nr. 8551–8559, 8661, 8662).
Insgesamt 59 dieser Lokomotiven waren durch die SLM in Winterthur gebaut worden. Typisch für diese Maschinen ist die Lage des Wasserkastens unter dem Langkessel, zwischen den Antriebsrädern. Auch die bei den Tigerli vorhandenen seitlichen Vorbauten am Führerstand, links und rechts der Feuerbüchse, sind keine Wasserkästen, sondern Materialschränke, in denen Werkzeug und Feuerwehrschläuche (zum Wasserfassen an Hydranten) etc. aufbewahrt werden können, bei einem Teil der Lokomotiven aber auch (links auf der Heizerseite) zusätzliche Kohlekästen. Baugleiche Lokomotiven wurden auch an andere Schweizer Privatbahnen, insbesondere an die Sihltalbahn und die Oensingen-Balsthal-Bahn geliefert, wo sie teilweise bis heute betriebsfähig erhalten geblieben sind (90 85 000 8 562-0 und 90 85 000 8 565-3 bzw. 90 85 000 8 542-2) und auch die an die Uerikon-Bauma-Bahn gelieferte Lokomotive Nr. 401 (90 85 000 8 541-4) steht wieder beim DVZO im Einsatz.
35 Lokomotiven (Nr. 8401–8425 und 8431–8440) entsprachen bereits der Bauart Tigerli.
Die meisten Lokomotiven wurden in der ersten Hälfte des letzten Jahrhunderts verschrottet. 5 Lokomotiven aus der Serie 8401–8425 (Bauart Tigerli der SCB) wurden aber 1945 noch an die Niederländischen Eisenbahnen verkauft (Baureihe NS 7800) und 5 Lokomotiven aus der Serie 8431–8440 (Bauart Tigerli der JS) am 22. August 1947 an die Norges Statsbaner, wo sie als Unterbaureihe 25e eingereiht wurden. Andere Lokomotiven wurden bei Werkbahnen weiterverwendet und blieben auf diese Weise zum Teil bis heute erhalten.

Noch erhaltene E 3/3 der Vorgängerbahnen der SBB
| Bahn | alte Bezeichnung | Inbetriebnahme | Nummer bei den SBB | Verbleib                       | aktuelle Bezeichnung | Eindeutige Fahrzeugnummer | Bemerkungen            |
| ---- | ---------------- | -------------- | ------------------ | ------------------------------ | -------------------- | ------------------------- | ---------------------- |
| SCB  | F3 41            | 1901           | 8410               | Club del San Gottardo (CSG)    | SCB 41               | 90 85 000 8 410-2         | Tigerli; betriebsfähig |
| NOB  | F3 253           | 1894           | 8551               | Privatbesitz                   | 8551                 | 90 85 000 8 551-3         | abgestellt             |
| NOB  | F3 256           | 1894           | 8554               | Verein Historische Seethalbahn | 456                  | 90 85 000 8 554-7         | betriebsfähig          |
| JS   | F3 853           | 1890           | 8573               | Verein Dampfbahn Bern (VDBB)   | JS 853               | 90 85 000 8 573-7         | betriebsfähig          |
| JS   | F3 855           | 1890           | 8575               | Mikado1244                     |                      |                           | abgestellt             |

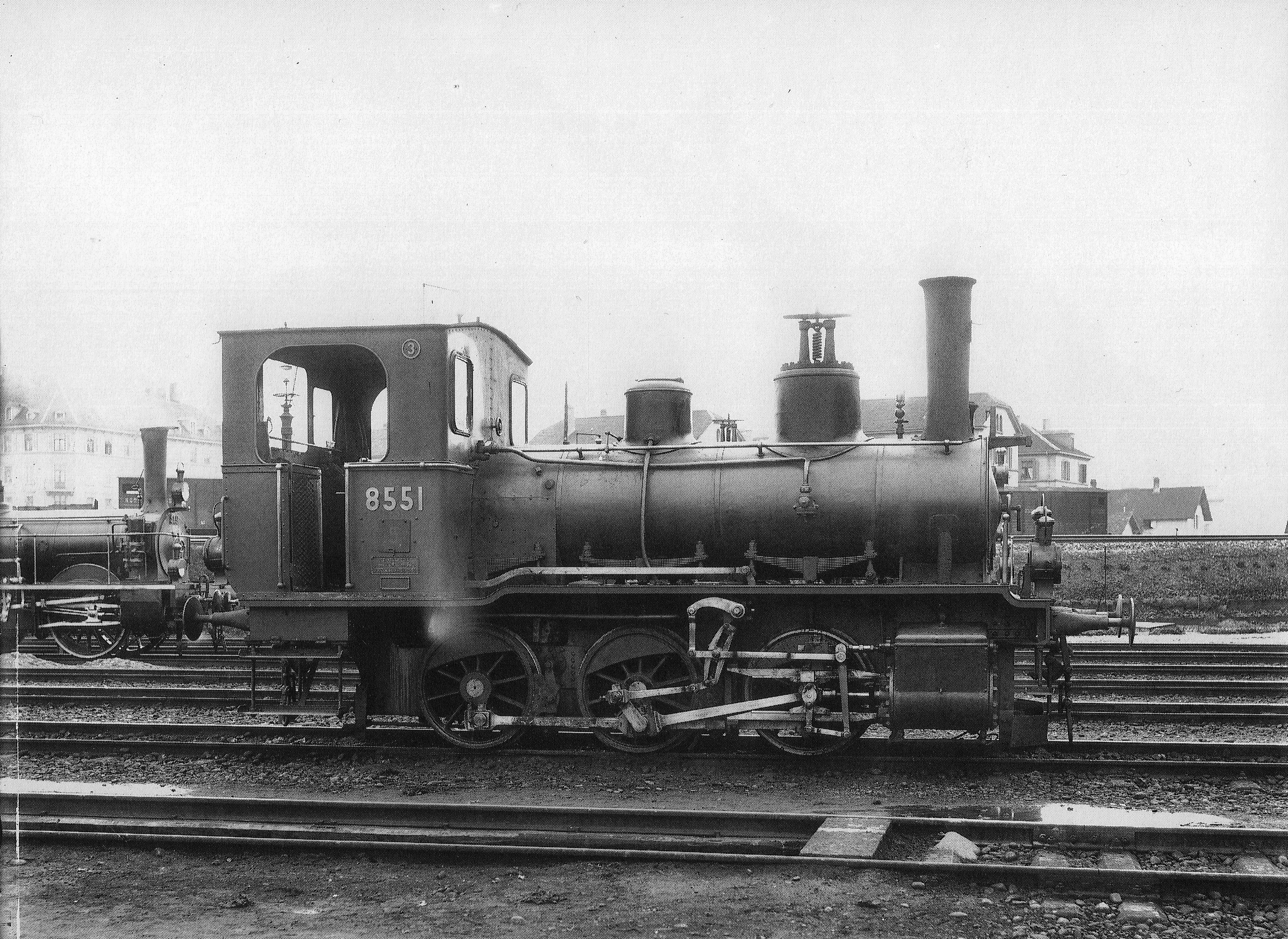
Dampflokomotive Nr. 8551 der SBB, ehemalige F3 Nr. 253 der NOB
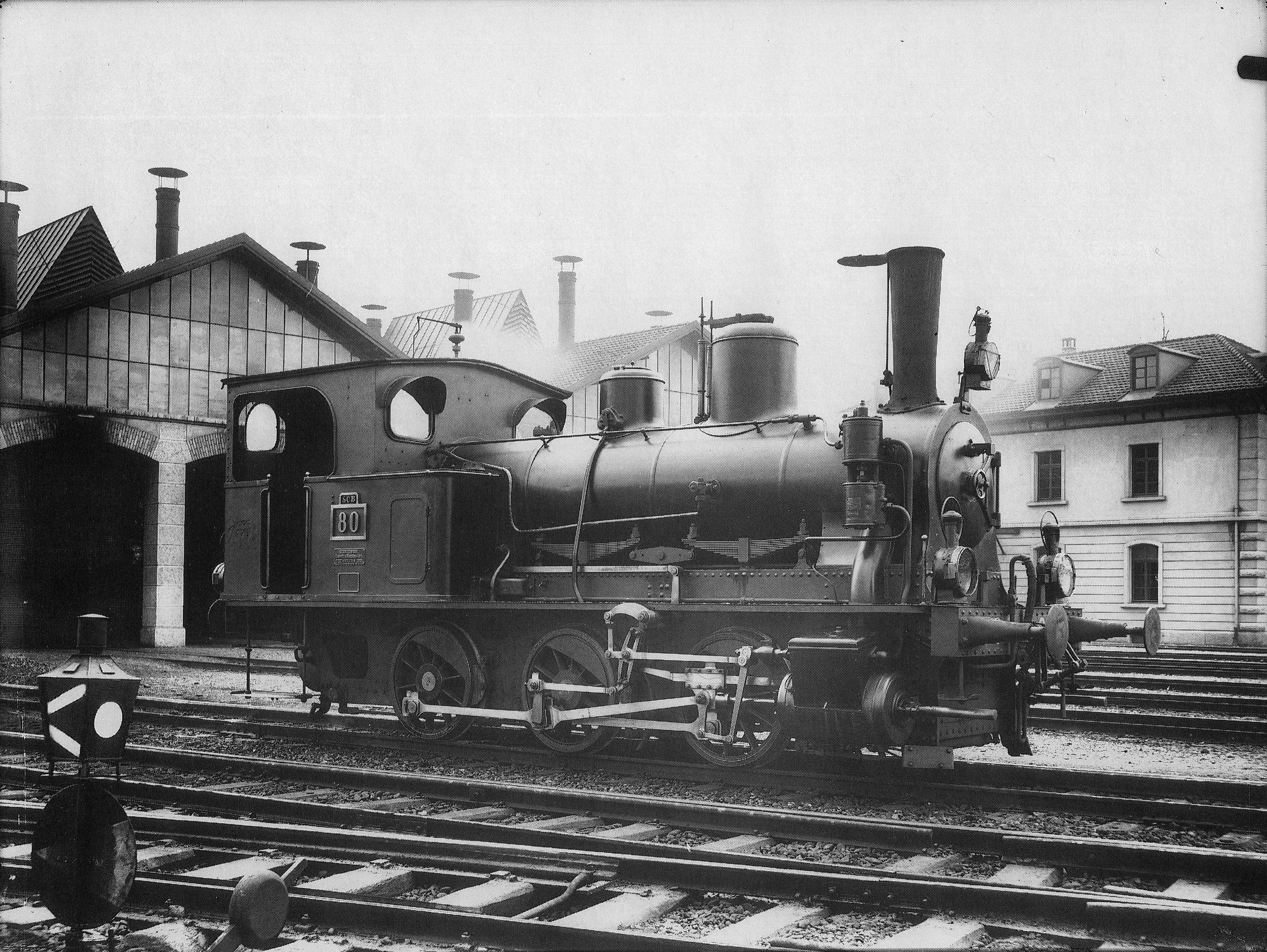
Dampflokomotive F3 Nr. 80 der SCB, spätere Nr. 8425 der SBB
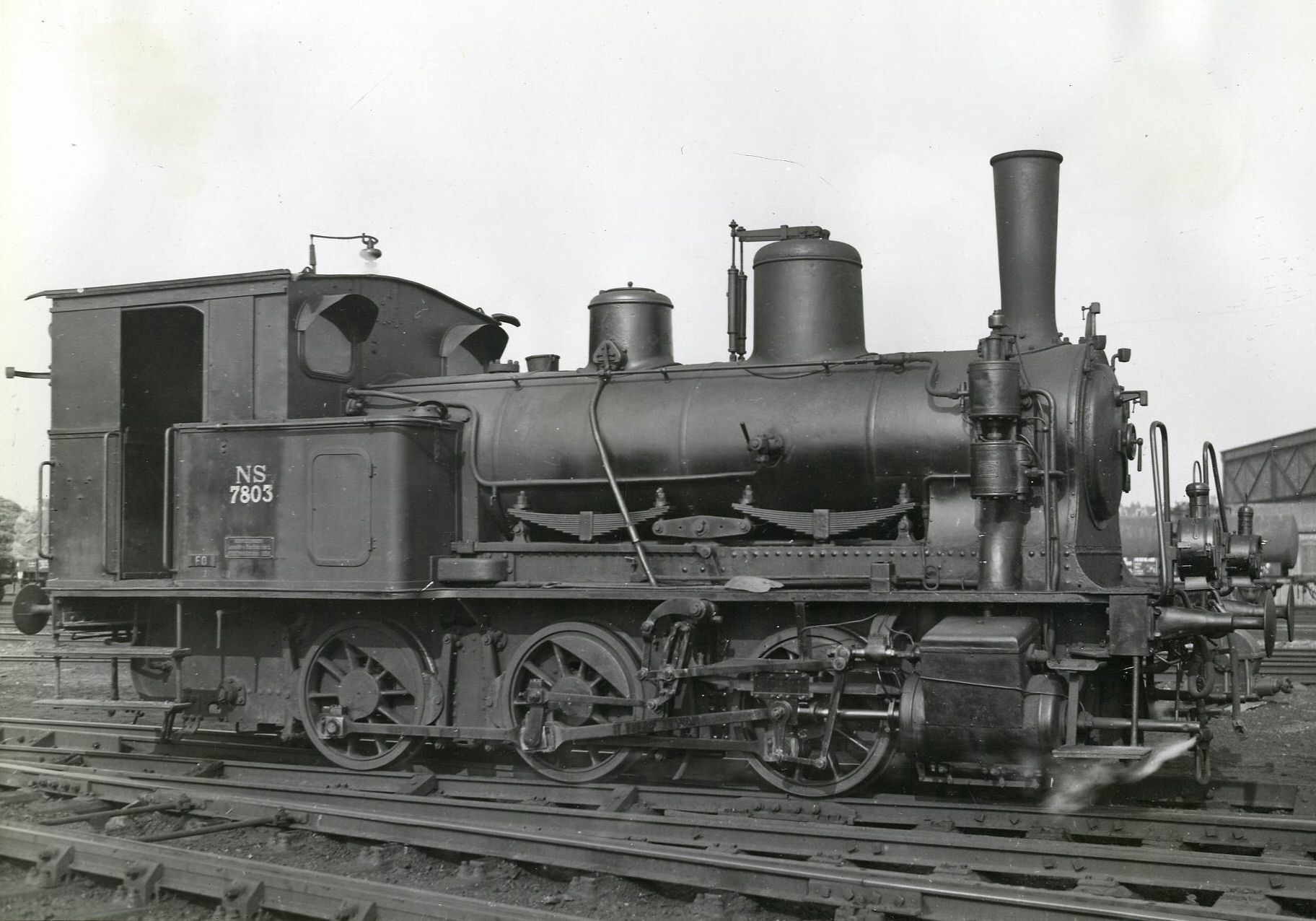
Dampflokomotive NS 7803, ehemalige E 3/3 der SBB, ex SCB.
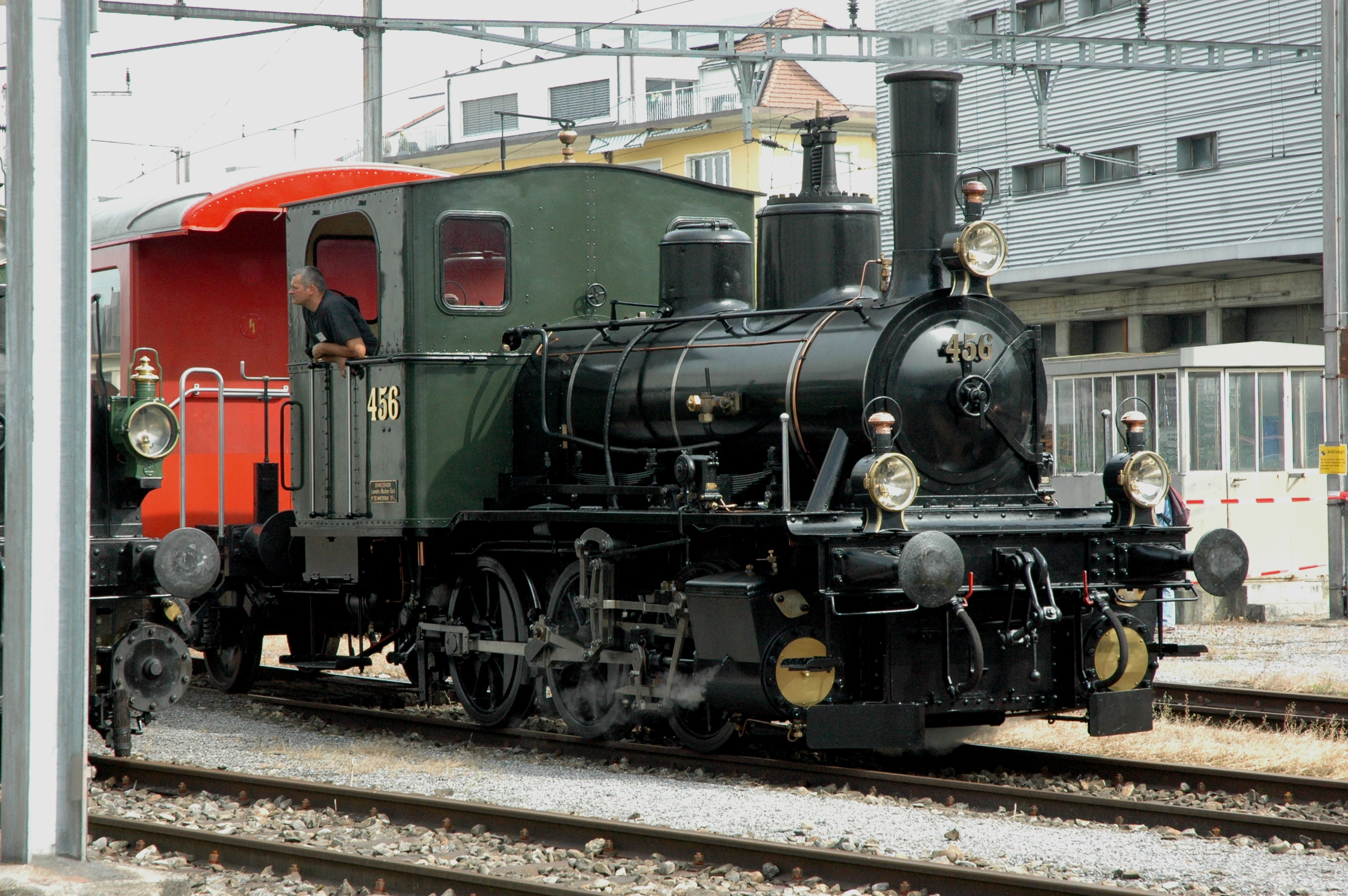
Dampflokomotive E 3/3 Nr. 456 des Vereins Historische Seethalbahn, ex NOB

## Dampflokomotiven der Bauart E 3/3 Typ Tigerli der SBB
Der Bestand der von den Vorgängerbahnen übernommenen E 3/3 genügte nicht und so mussten die noch jungen SBB sofort weitere Lokomotiven beschaffen, um allmählich alle Bahnhöfe, grösseren Stationen und Anschlussanlagen mit einer starken Verschubmaschine auszurüsten. Bisher waren dazu zum Teil ehemalige Streckenlokomotiven eingesetzt worden, die aber längst nicht so wendig waren.
Ausgehend von den zuletzt für die SCB und die JS gebauten Rangierlokomotiven (Serien 8401–8425 und 8431–8440) wurden ab 1902 weitere 83 Lokomotiven gebaut (eingereiht als Nr. 8451–8533). Durch Verminderung der Siederohre wurde die Heizfläche von Nr. 8459 an etwas verkleinert. Von Nr. 8471 an wurde durch stärkeren Rahmen und die Einrichtung der Westinghousebremse das Dienstgewicht um 1,4 t erhöht, von Nr. 8480 an mit Vergrösserung des Achsstandes von 3120 auf 3320 mm der hintere Kesselüberhang beseitigt und der Führerstand etwas verlängert. Von Nr. 8486 an kam eine vordere Plattform mit Fusstritten, Griff- und Geländerstangen für das Rangierpersonal dazu. Die Nr. 8471–8481, 8494, 8495, 8511–8518, 8526, 8528 und 8529 waren mit Westinghousebremse mit Wirkung auf die Triebräder versehen, die Nr. 8519–8523 besassen auch eine Einrichtung für die Regulierbremse.
Die Nr. 8459, 8460, 8471–8481, 8488–8495, 8503–8505, 8513, 8524, 8525, 8528, 8529 waren mit Geschwindigkeitsmesser nach Bauart Hasler (7 Stück nach Klose) versehen und für den Dienst auf der Strecke befähigt, wobei sie mit 50 km/h Geschwindigkeit verkehren durften.
Angesichts des Kohlenmangels während des Zweiten Weltkrieges wurden 1942/1943 die Lokomotiven Nr. 8521 und 8522 mit einer aus der Oberleitung gespeisten elektrischen Kesselheizung sowie Stromabnehmern auf dem Führerhaus ausgestattet. Die elektrische Ausrüstung stammte von der Brown, Boveri & Cie. Baden (BBC) und wurde durch die SBB-Werkstätte Yverdon am 13. Januar 1943 in der Nr. 8521 und am 11. Februar 1943 in die Nr. 8522 eingebaut. Die Nr. 8521 behielt die Ausrüstung bis Juli 1951 und bei der Nr. 8522 erfolgte der Ausbau am 24. April 1953. Die Konstruktion einer elektrischen Dampflokomotive wurde nicht mehr weiterverfolgt. Die Lok Nr. 8522 befindet sich heute im reinen Dampfbetrieb bei der Sursee-Triengen-Bahn im Einsatz.

Noch erhaltene E 3/3 Typ Tigerli der SBB
| Nummer | Inbetriebnahme | Verbleib                                                    | aktuelle Bezeichnung | Eindeutige Fahrzeugnummer | Bemerkungen                   |
| ------ | -------------- | ----------------------------------------------------------- | -------------------- | ------------------------- | ----------------------------- |
| 8463   | 1904           | Club del San Gottardo (CSG)                                 | 8463                 | 90 85 000 8 463-1         | betriebsfähig                 |
| 8474   | 1907           | Locorama Romanshorn                                         | 8474                 |                           | nicht betriebsfähig           |
| 8476   | 1907           | Dampfbahn-Verein Zürcher Oberland (DVZO)                    | 10                   | 90 85 000 8 476-3         | Chemie-Tiger, in Revision     |
| 8479   | 1907           | Sursee-Triengen-Bahn (ST)                                   | 5                    | 90 85 000 8 479-7         | betriebsfähig                 |
| 8481   | 1907           | Brauerei Feldschlösschen                                    | 8481                 |                           | Denkmal                       |
| 8483   | 1907           | Oensingen-Balsthal-Bahn (OeBB)                              | 7                    |                           | nicht betriebsfähig           |
| 8485   | 1907           | Historische Eisenbahn Gesellschaft (siehe Rotonde Delémont) | 8485                 |                           | betriebsfähig                 |
| 8487   | 1909           | Bahnhof Buchs SG (SBB Historic)                             | 8487                 |                           | Denkmal                       |
| 8492   | 1909           | Verein Dampfgruppe Zürich (VDZ)                             | 6                    | 90 85 000 8 492-0         | Perlen-Tigerli, betriebsfähig |
| 8494   | 1909           | Compagnie de Train à Vapeur de la Vallée de Joux (CTVJ)     | 8494                 | 90 85 000 8 494-6         | betriebsfähig                 |
| 8500   | 1910           | OeBB                                                        | 6                    |                           | nicht betriebsfähig           |
| 8501   | 1910           | CSG                                                         | 8501                 | 90 85 000 8 501-8         | betriebsfähig                 |
| 8507   | 1910           | Chemin de Fer Touristique Pontarlier-Vallorbe (Frankreich)  | 8507                 |                           | nicht betriebsfähig           |
| 8511   | 1911           | Vapeur Val-de-Travers (siehe Régional du Val-de-Travers)    | 8511                 | 90 85 000 8 511-7         | betriebsfähig                 |
| 8512   | 1911           | Verein Dampfgruppe Zürich (VDZ) (SBB Historic)              | 8512                 |                           | betriebsfähig                 |
| 8516   | 1911           | Privateigentum                                              | 8516                 |                           | nicht betriebsfähig           |
| 8518   | 1913           | DVZO                                                        | 8518 Bäretswil       | 90 85 000 8 518-2         | betriebsfähig                 |
| 8522   | 1913           | ST                                                          | 8522                 | 90 85 000 8 522-4         | betriebsfähig                 |
| 8523   | 1915           | CTVJ                                                        | 8523                 | 90 85 000 8 523-2         | in Revision                   |
| 8527   | 1915           | Privateigentum                                              | 8527                 |                           | nicht betriebsfähig           |
| 8532   | 1915           | Kandertalbahn (Deutschland)                                 | 8532                 |                           | nicht betriebsfähig           |

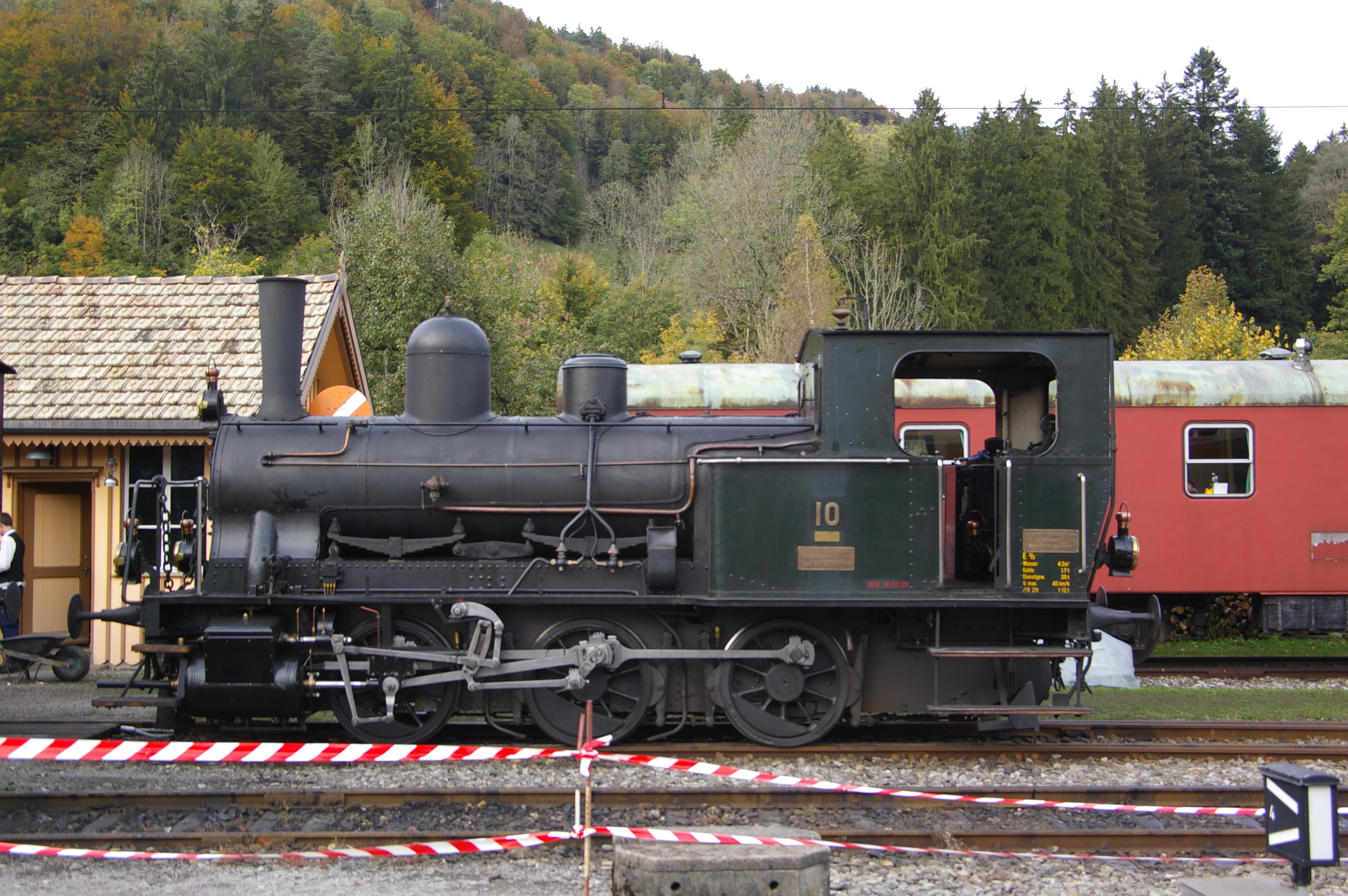
Dampflokomotive E 3/3 Nr. 10 des DVZO, ehemals Nr. 8476 der SBB
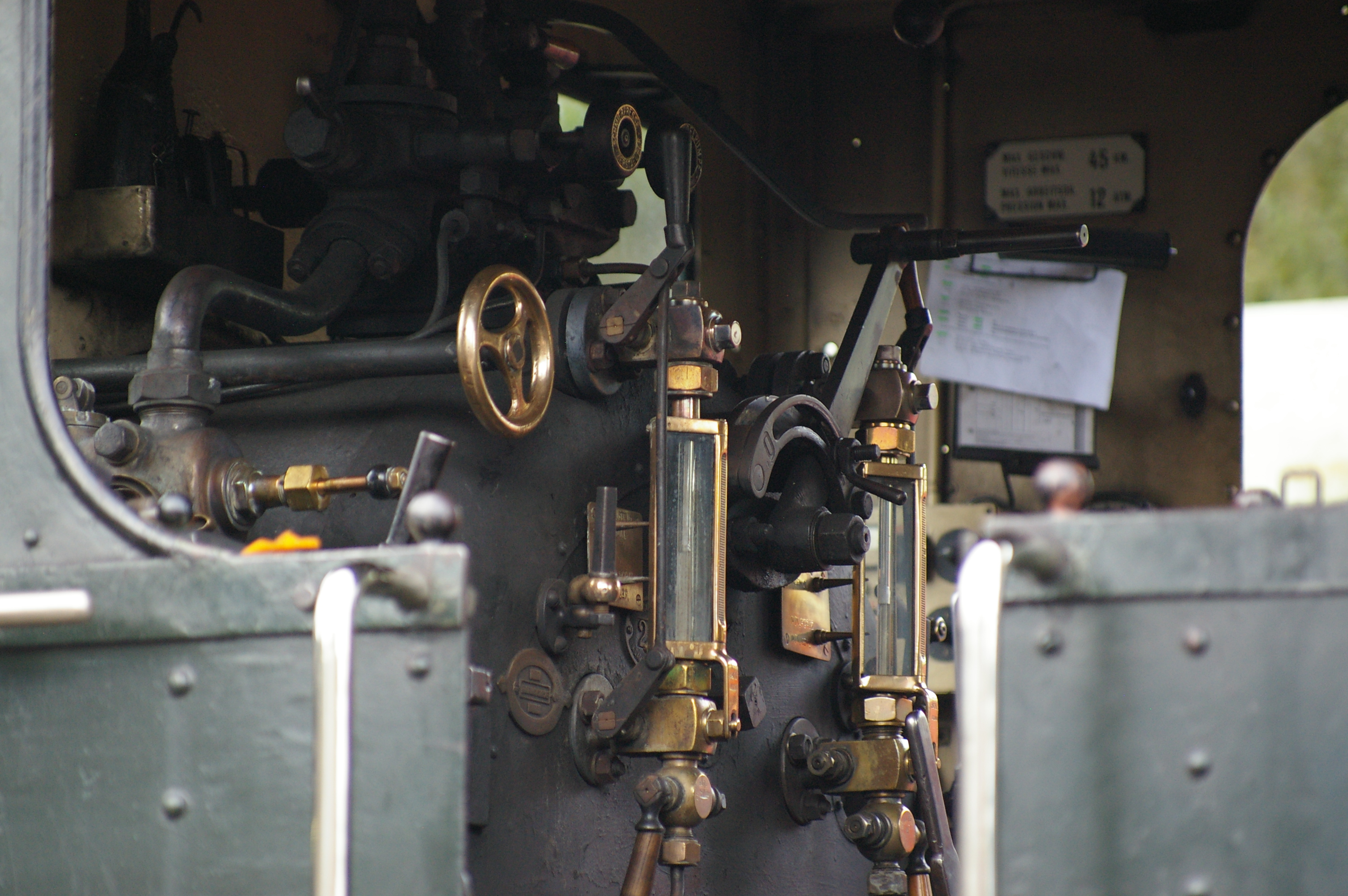
Blick in den Führerstand der E 3/3 Nr. 10
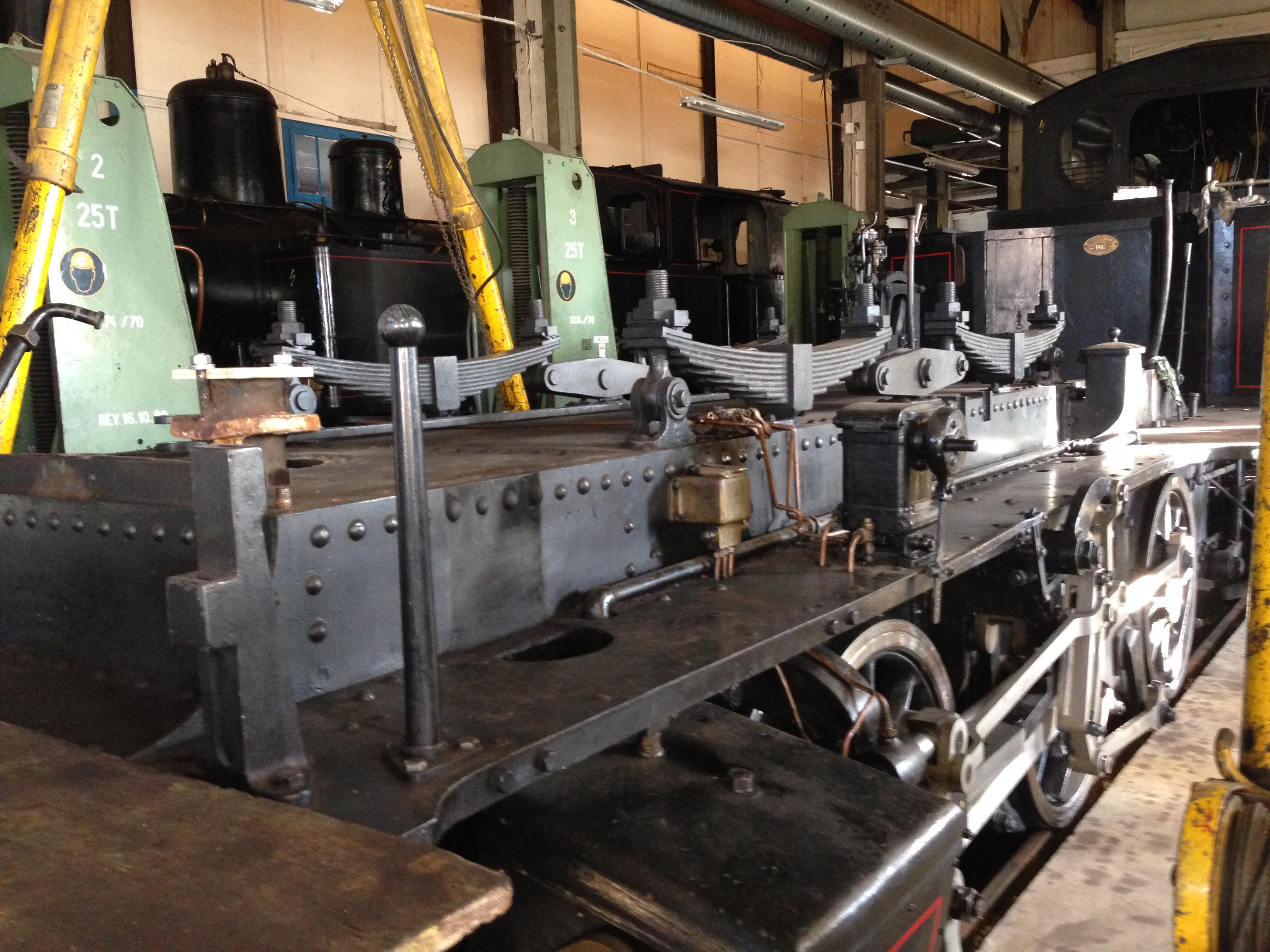
Dampflokomotive vom Typ Tigerli der Dampfbahn Bern mit abgehobenem Kessel. Gut sichtbar ist nun der Wasserkasten, der zwischen die Antriebsachsen hinab reicht.
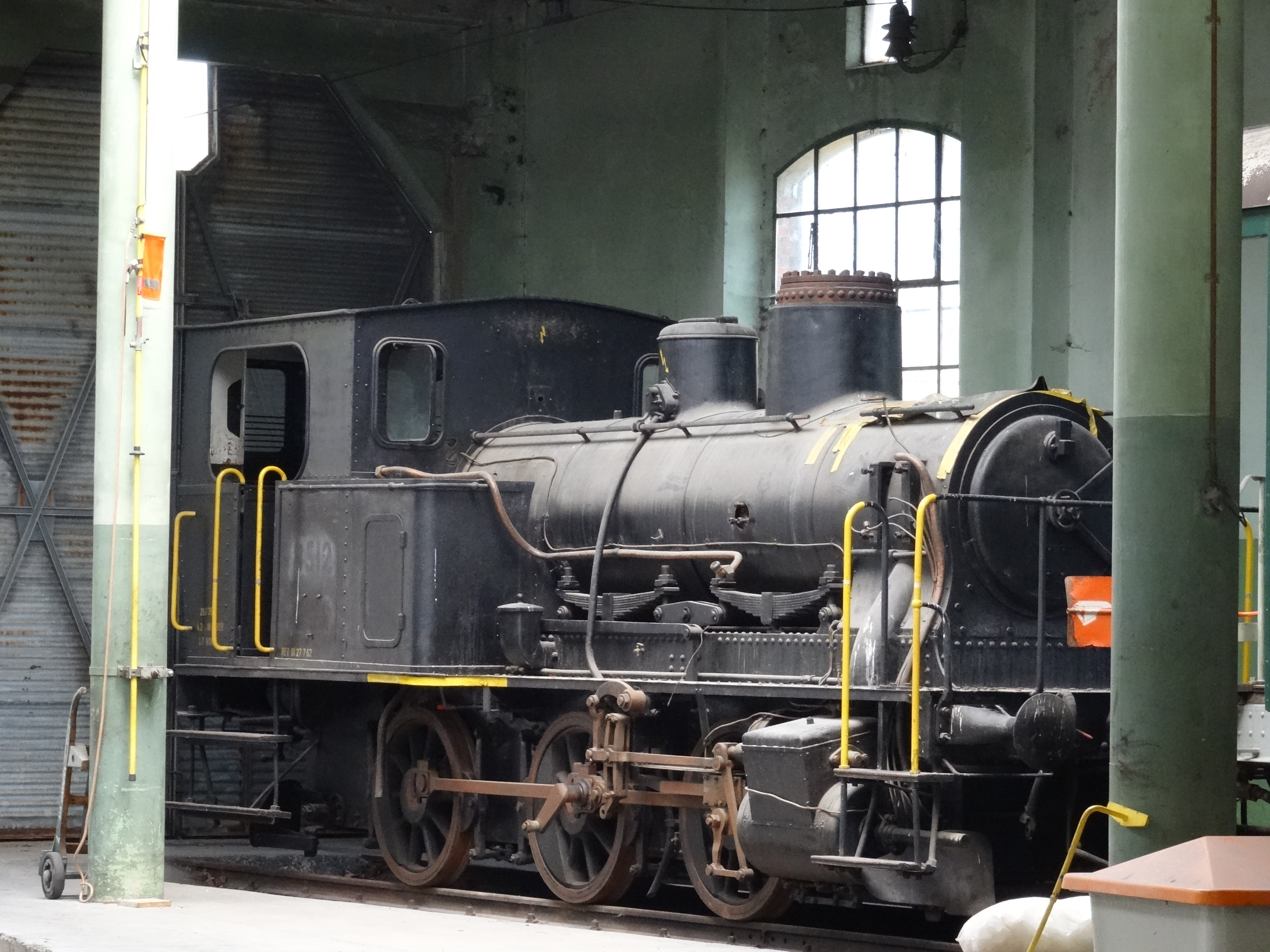
Die E 3/3 8512 in St-Maurice

## Dampflokomotiven vom Typ Tigerli, die nie den SBB gehörten
Die SLM lieferten auch an Werk- und Privatbahnen in der Schweiz Lokomotiven vom Typ Tigerli. Insbesondere die 1901 eröffnete Gürbetalbahn (GTB) kaufte 4 Tigerli, die sie als Streckenlokomotiven einsetzte und deshalb als Ed 3/3 bezeichnete.: S. 92 Diese Lokomotiven waren dementsprechend auch mit Geschwindigkeitsmesser vom Typ Hasler ausgerüstet und hatten keine Rangierbühnen.

Noch erhaltene Dampflokomotiven vom Typ Tigerli anderer Bahnen
| Bahn                                           | Bezeichnung | Inbetriebnahme | Verbleib                                                   | aktuelle Bezeichnung | Eindeutige Fahrzeugnummer | Bemerkungen       |
| ---------------------------------------------- | ----------- | -------------- | ---------------------------------------------------------- | -------------------- | ------------------------- | ----------------- |
| GTB                                            | Ed 3/3 3    | 1901           | Verein Dampfbahn Bern (VDBB)                               | GTB 3                | 90 85 000 8 543-0         | in Revision       |
| Gaswerk Bern                                   | E 3/3 1     | 1908           | VDBB                                                       | 1                    | 90 85 000 8 441-7         | Lise; in Revision |
| Gaswerk Zürich                                 | 3           | 1908           | Privateigentum                                             | 3                    |                           | abgestellt        |
| Werkbahn der Aluminium Industrie AG in Chippis | 4           | 1910           | Museum Buurtspoorweg (Niederlande)                         | NS 7853              |                           | betriebsfähig     |
| Werkbahn der Aluminium Industrie AG in Chippis | 5           | 1915           | Chemin de Fer Touristique Pontarlier-Vallorbe (Frankreich) | 030T 5               |                           | betriebsfähig     |

Konsequenterweise wurden die in der Schweiz verbliebenen Lokomotiven im Eisenbahn-Fahrzeugregister der Schweiz ebenfalls in die Nummernkreise 84xx und 85xx eingeteilt.

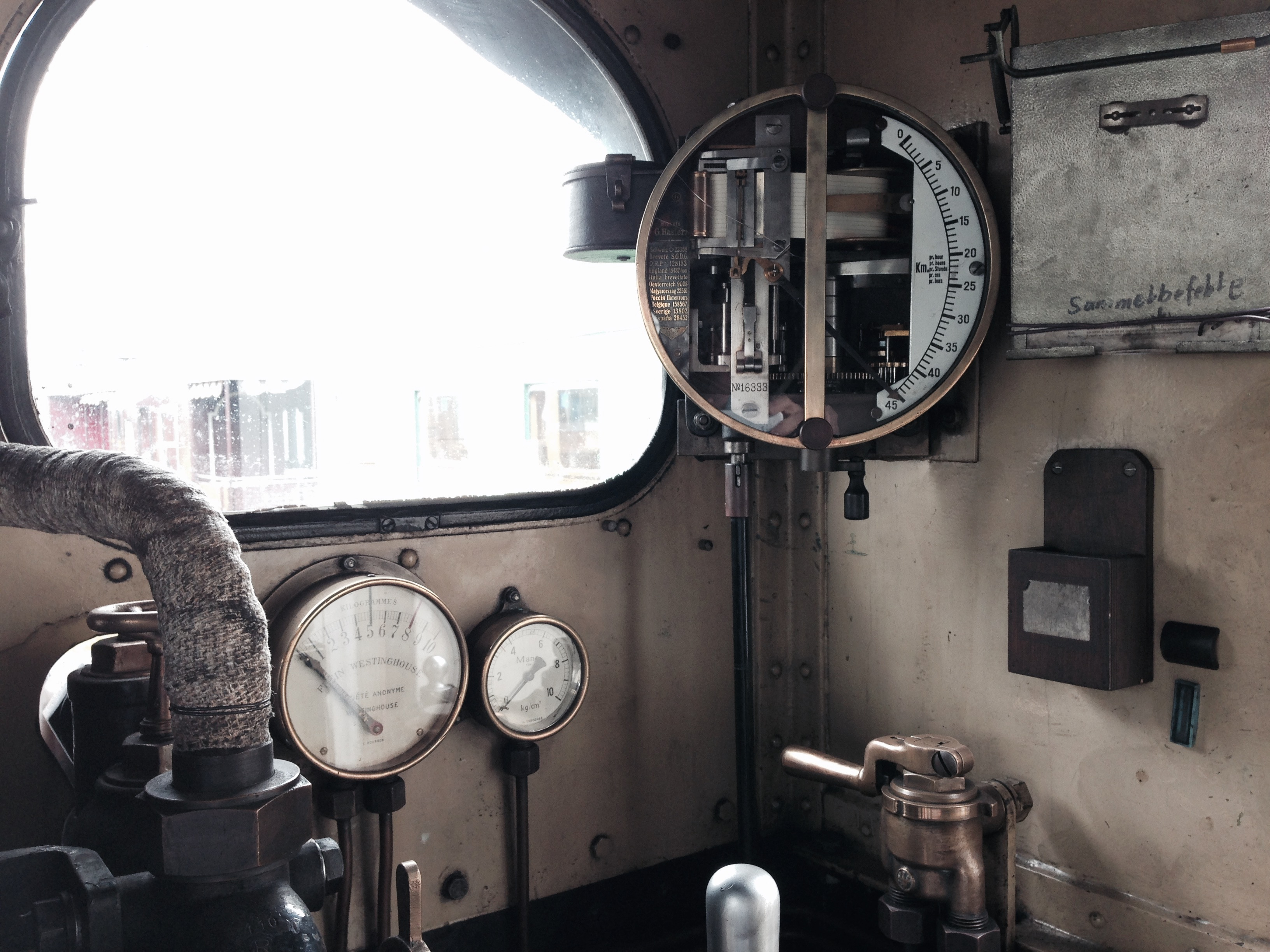
Führerstand der GTB Nr. 3 mit Geschwindigkeitsmesser Bauart Hasler
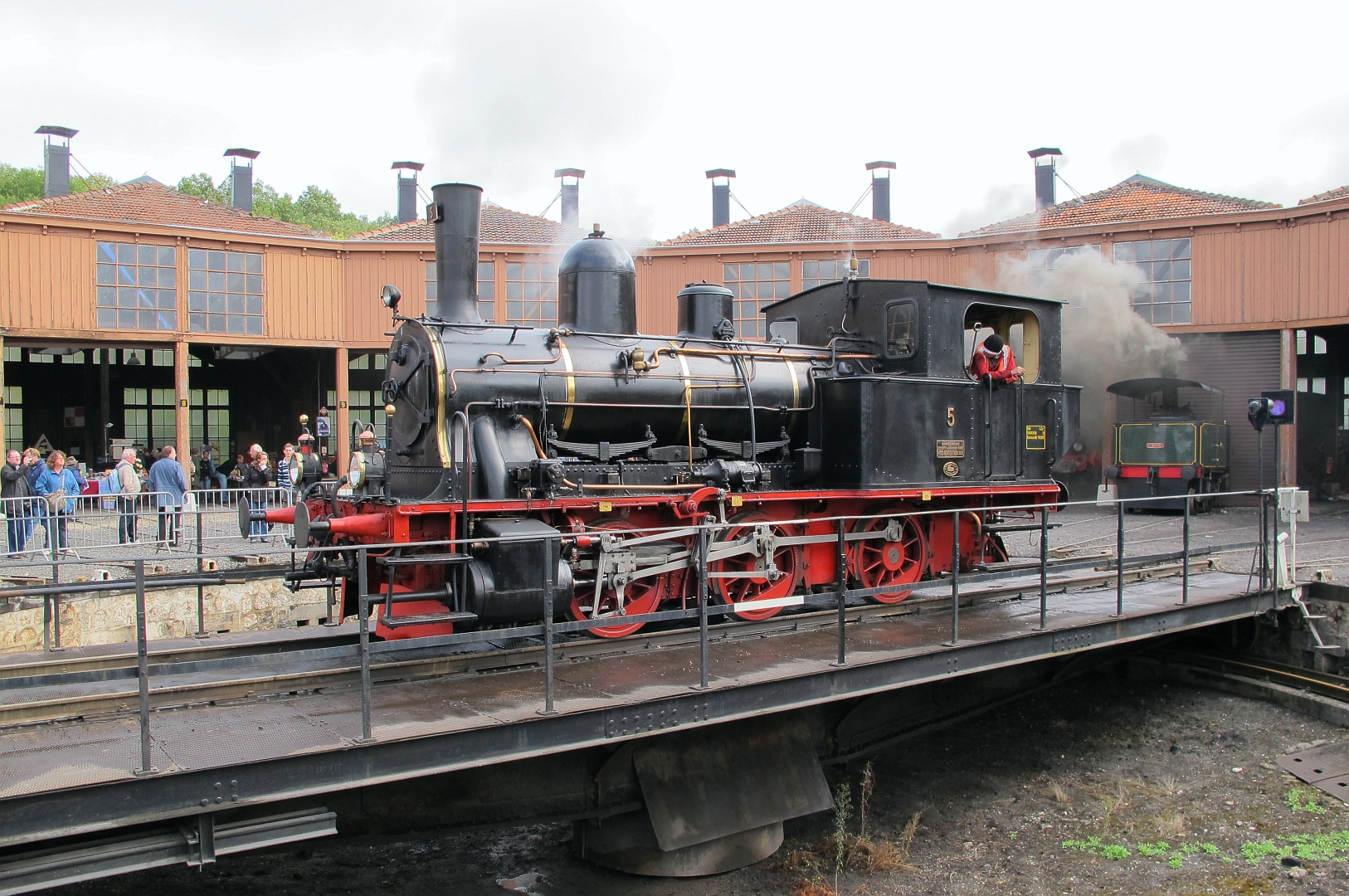
Dampflokomotive Nr. 5 des Chemin de Fer Touristique Pontarlier-Vallorbe, Bauart Tigerli.

## Nach 1902 von den SBB übernommene Lokomotiven der Bauart E 3/3
Weitere E 3/3 kamen 1909 durch die Verstaatlichung der Gotthardbahn (Nr. 8561) und 1918 durch die Verstaatlichung der Tösstalbahn (Nr. 8384) in den Bestand. Zudem wurden 1926 die beiden Dampflokomotiven der Kriens-Luzern-Bahn (Nr. 8651, 8652) übernommen, als diese auf elektrische Zugförderung umstellte (vgl. Liste der Lokomotiven und Triebwagen der SBB). Von diesen Lokomotiven entsprach keine dem Typ Tigerli.
Erhalten geblieben ist einzig die ehemalige KLB Nr. 1 (90 85 000 8 651-1), die nun bei der Oensingen-Balsthal-Bahn für Nostalgie-Fahrten eingesetzt wird.